# Judy Berlin
Judy Berlin és una pel·lícula independent estatunidenca dirigida el 1999 per Eric Mendelsohn.

## Argument
Un solitari, però brillant mestre, té un flirteig amb una dona casada, que li retorna el seu afecte, però dificultat pel seu alt estatus. També ho complica un fill gandul, que presumptament vol convertir-se en director de cinema. El mestre també té una filla, que aspira a ser actriu.

## Repartiment
- Edie Falco: Judy Berlin
- Barbara Barrie: Suzan "Sue" Berlin
- Bob Dishy: Arthur Gold
- Aaron Harnick: David Gold
- Madeline Kahn: Alice Gold
- Julie Kavner: Marie

## Premis i nominacions
- Premi a la direcció en el Festival de Cinema de Sundance el 1999.
- Nominació al Gran Premi del Jurat en el Festival de Cinema de Sundance el 1999.
- Premi Tournage, en el Festival de Cinema d'Aviyó el 1999.
- Premi Golden Starfish (millor film americà independent), en el Festival Internacional de Cinema de Hamptons el 1999.